# Felice Passera
Felice Passera (Bergamo, 1610 – 1702) è stato un farmacista e scrittore italiano, noto per aver composto l'opera Il nuovo tesoro degli arcani farmacologici.

## Biografia
Felice Passerà, cappuccino laico, trascorse la maggior parte della sua esistenza prestando servizio nella farmacia dell'ospedale di Brescia.
Nel 1688 pubblicò la sua opera Il nuovo tesoro degl'arcani farmacologici, galenici, & chimici, o spargirici, consagrato ... in tre volumi.

## Opere
- Il nuovo tesoro degl'arcani farmacologici, galenici, & chimici, o spargirici, consagrato ... da frate Felice Passera di Bergamo capuccino infermiero della provincia di Brescia. Opera molto utile, non solo a farmacologici, ma ancor'ad ogni medico, & professore della medicina. Divisa in tre libri, Impressum In Venetia: appresso Giovanni Parè, all'insegna della Fortuna, (1688) SBN: VIAE004325
- La pratica universale nella medicina, ovvero annotazioni sopra tutte le infermità più particolari che sogliono avvenire ne' corpi umani, Milano, Carlo Antonio Malatesta, nella contrada di S. Margarita (1693)